# Jacques Duchaussoy

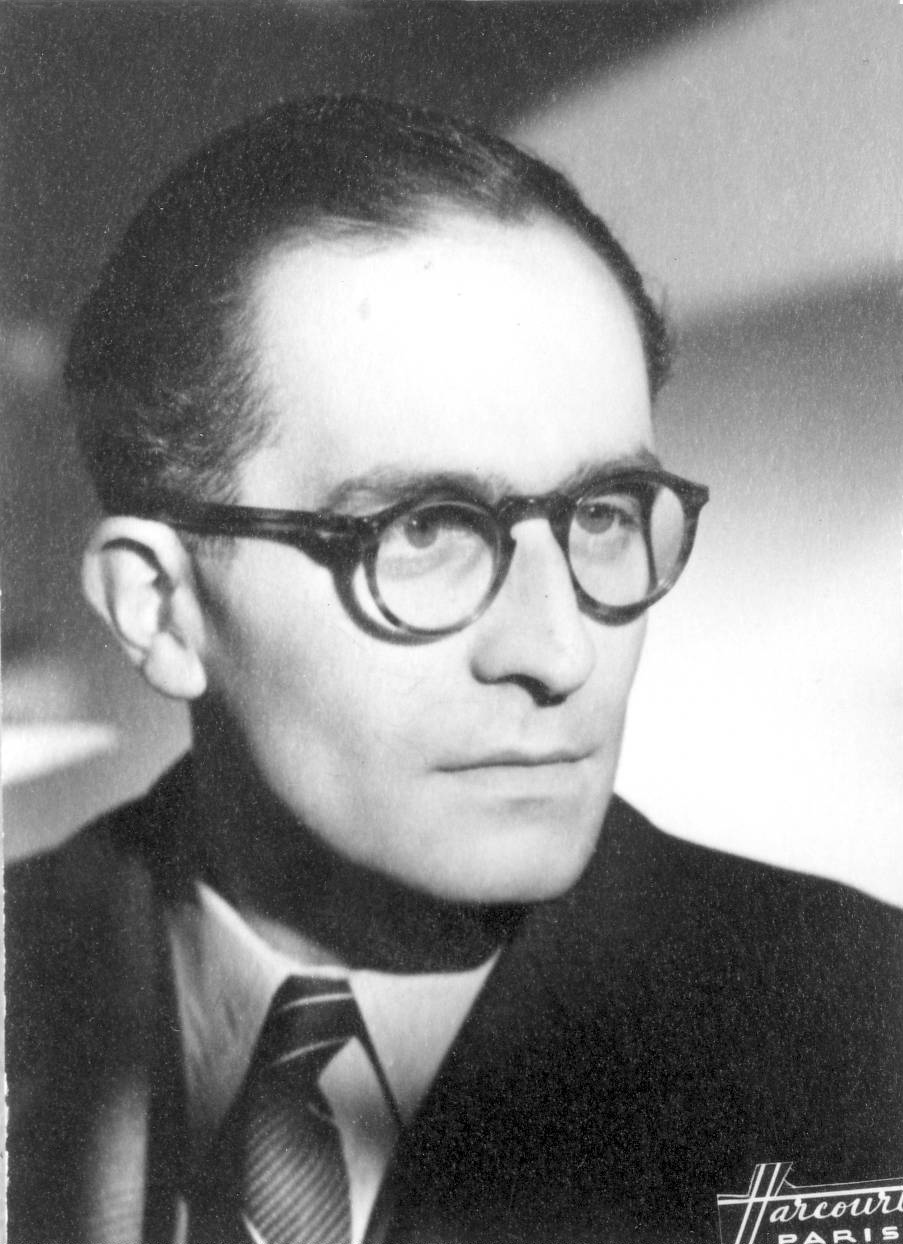
Jacques Duchaussoy en 1941.

Jacques Duchaussoy es un escritor francés de libros sobre la religión, el esoterismo y la literatura. Collaboró a la revista Atlantis.
En su libro Bacon, Shakespeare ou Saint-Germain, señala la possibilidad que Francis Bacon es el verdadero autor de las obras de Shakespeare y Cervantes.

## Obras
- Bacon, Shakespeare ou Saint-Germain (1962),
- Le Bestiaire divin ou la Symbolique des animaux (1993, ISBN 2-7029-0282-0)
- La tradition primordiale dans les religions (1990, ISBN 2-85076-595-3).
- Mystère et Mission des Rose+Croix
- La tradition primordiale dans les religions, À la recherche de la Parole Perdue